# Volkswagen LT

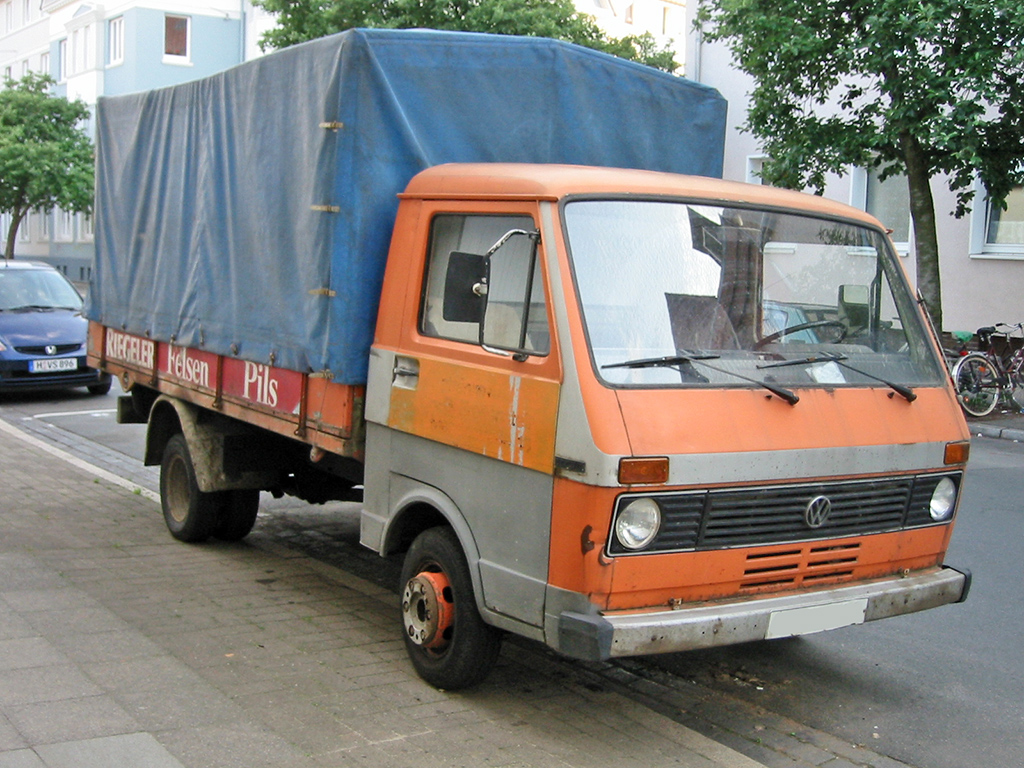
Volkswagen LT

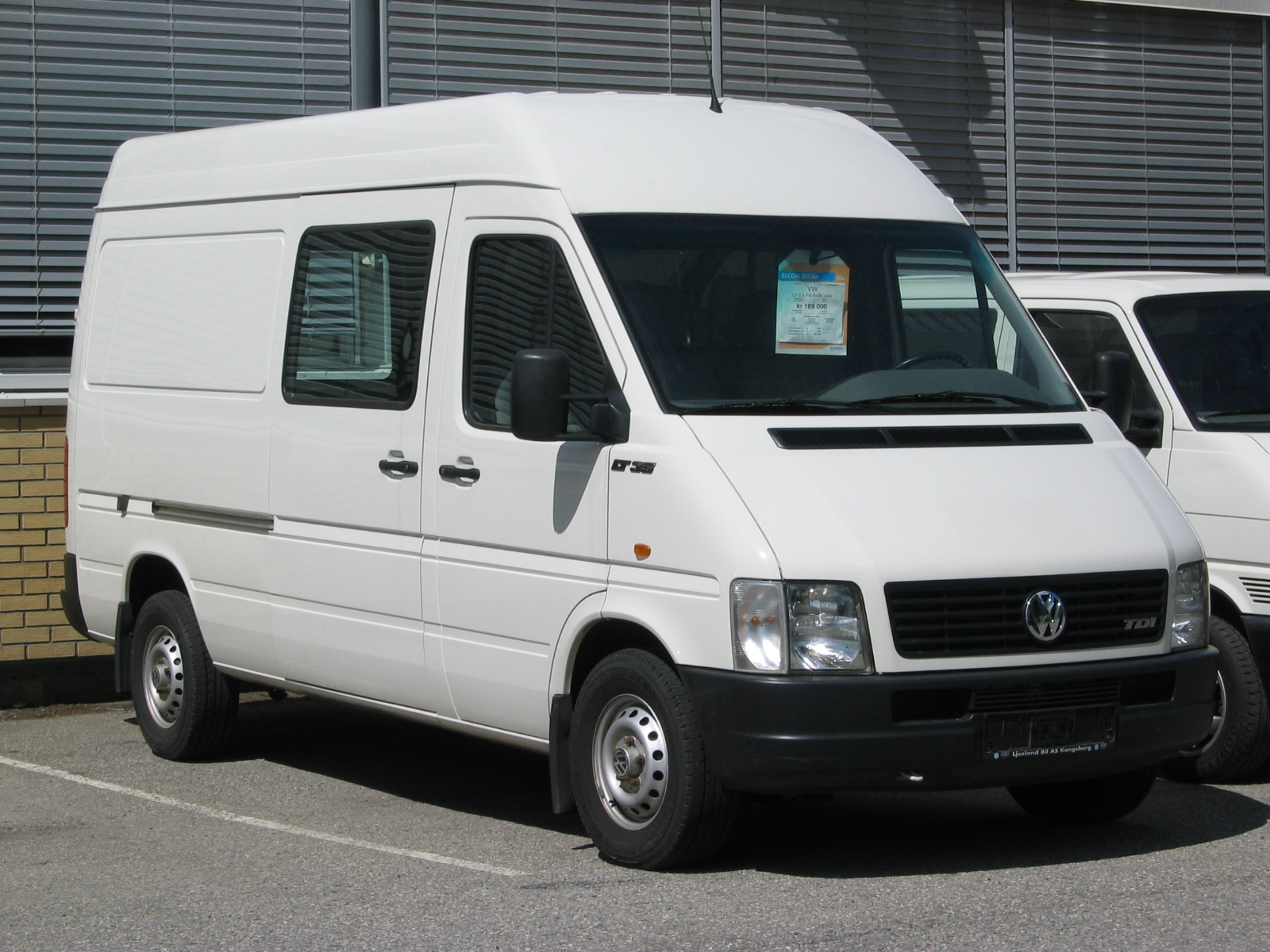
Volkswagen LT-35 2.5 TDI från 2002

Volkswagen LT (LT= Lasten Transporter) var en bilmodell från Volkswagen som lanserades 1975.I och med den här modellen tog Volkswagen sig in på marknaden för lätta lastbilar. Det finns många varianter av bilen, exempelvis skåpbil, buss, dubbelhytt och pickup. Modellen producerades i 2 generationer för att sedan tas ur produktion år 2006.
Vid introduktionen fanns det LT 28 och LT 35, talen står för totalvikten av bilen. Det fanns även LT 31, LT 40 och LT 45. I dom sista varianterna finns även LT 50 och LT 55. Motorerna som levererades var en bensinmotor på två liter och en senare 6 cylindrig motor på 90 hk och 2,4 liter. Dieselmotorerna hade 2,4 liters volym med eller utan turbo, och 75, 102 eller 95 hk. (Volkswagen D24) Sista generationen hade en 5 cylindrig dieselmotor på 107hk och 2,5 liters volym (VW 2.5 R5 TDI) 
Volkswagen LT som tillverkats från 1996 och Mercedes-Benz Sprinter är syskonbilar i ett samriskföretag mellan tillverkarna (badge engineering). 
Modellen blev ersatt år 2006 av Volkswagen crafter.